# Chrysler Voyager
Chrysler (Grand) Voyager er en stor MPV.
Bilen findes hhv. fandtes under flere forskellige varemærker fra Chrysler, i starten Plymouth Voyager (til 2000) og Dodge Caravan, senere også Chrysler Voyager og Chrysler Town & Country. Voyager findes/fandtes i udstyrsvarianterne LE, SE, ES, LX og LS.
I Europa havde Voyager i årene 1991 til 2000 den største succes på markedet. På dette tidspunkt var MPV'ernes markedssegment relativt nyt i Europa, hvorved der kun var ganske få modeller fra andre bilfabrikanter, som kunne sammenlignes med Voyager. Også i Østrig solgte bilen rigtig godt, og blev også fremstillet der. Udvalget af MPV-modeller fra mange bilfabrikanter og dermed også segmentet er skrumpet ind. Dermed kunne heller ikke den sidst solgte Chrysler Voyager fra 2008 til 2011 nå op på de tidligere salgstal. I november 2011 blev der samtidig med sammenlægningen af Chrysler og Lancia i Europa introduceret en ny generation.

## Voyager (type AS, 1984−1990)
Den første generation blev fra sommeren 1984 under navnet Plymouth Voyager i første omgang solgt i Nordamerika. Sideløbende dermed blev modellen solgt i let modificeret form under navnet Dodge Caravan. Versionen med lang akselafstand kom på markedet i foråret 1987 og fik betegnelsen Plymouth Grand Voyager. Bilen fandtes både med forhjulstræk eller firehjulstræk (AWD).
På det europæiske marked blev bilen i første omgang ikke markedsført, men et ringe antal blev dog parallelimporteret til Europa. Siden starten af 1988 blev modellen solgt officielt i Europa under navnet Chrysler Voyager.
Dermed var modellen i Europa, bortset fra den allerede etablerede Renault Espace og den et år tidligere introducerede Mitsubishi Space Wagon uden konkurrenter i dette segment.
- Chrysler Voyager (1987–1990)
- Dodge Caravan (1987–1990)
- Plymouth Grand Voyager SE (1987–1990)

## Voyager (type ES/GH, 1991−1995)
I starten af 1991 begyndte produktionen af anden generation, som i første omfang fandt sted i USA, hvorfra bilerne blev eksporteret. Fra april 1992 blev bilerne til det europæiske marked samt en række yderligere stater (totalt 56) bygget på EUROSTAR Automobilwerk i Østrig.
Den europæiske Voyager var udefra identisk med Dodge Caravan og havde sågar den typiske Dodge-kølergrill. Den lange version havde ligesom Plymouth Voyager tilnavnet Grand.
Modelkoder for Europa: ES (Grand Voyager) hhv. GH (Voyager), modelkode for Nordamerika: AS.

### Sikkerhed
Det svenske forsikringsselskab Folksam vurderer flere forskellige bilmodeller ud fra oplysninger fra virkelige ulykker, hvorved risikoen for død eller invaliditet i tilfælde af en ulykke måles. I rapporterne Hur säker är bilen? er/var Voyager i årgangene 1988 til 1995 klassificeret som følger:
- 1999: Mindst 50% bedre end middelbilen[3]
- 2001: Mindst 40% bedre end middelbilen[4]
- 2003: Mindst 30% bedre end middelbilen[5]
- 2005: Mindst 30% bedre end middelbilen[6]
- 2007: Som middelbilen[7]
- 2009: Som middelbilen[8]
- 2011: Som middelbilen[9]
- 2013: Mindst 20% dårligere end middelbilen[10]
- 2015: Mindst 20% bedre end middelbilen[11]

### Motorer
Bilen fandtes med flere forskellige motortyper: En 3,0-, (fra Mitsubishi) en 2,5- og senere en 3,3-liters benzinmotor samt til AWD-modellen en 3,8-litersmotor. Fra produktionsstarten i Østrig fandtes Voyager ligeledes med en 2,5-liters turbodiesel med 85 kW (115 hk) fra VM Motori. 3,3-litersmotoren fandtes kun i kombination med automatgear.
- Nordamerika-modeller (udvalg)
- Plymouth Voyager (1991–1995)
- Dodge Caravan (1991–1995)
- Plymouth Grand Voyager (1992–1995)

## Voyager (type GH/GS, 1996−2000)
I januar 1996 kom den tredje generation af Voyager, som var i produktion frem til december 2000, på markedet. Motorprogrammet blev i princippet bibeholdt, derudover fandtes der en (meget sjælden) 2,0-liters benzinmotor med 98 kW (133 hk). Bilerne havde fortsat Dodge-kølergrill.
Fra år 2000 blev navnet Chrysler Voyager også indført i Nordamerika, efter at varemærket Plymouth var udgået. Ligesom forgængerne fandtes der både en Voyager og en Grand Voyager. Forskellen mellem Voyager og Grand Voyager ligger i mål og vægte.
Modelkoder for Europa: GH (Grand Voyager) hhv. GS (Voyager), modelkode for Nordamerika: NS.

### Sikkerhed
Denne modelgeneration fik ved Euro NCAPs kollisionstest to stjerner (af fem mulige) for personsikkerhed. Ved frontalkollsion var dette det dårligste resultat i dette segment. Ved sidekollision afgjorde Euro NCAP, på grund af den meget højde siddeposition, at bilen var sikker.
Det svenske forsikringsselskab Folksam vurderer flere forskellige bilmodeller ud fra oplysninger fra virkelige ulykker, hvorved risikoen for død eller invaliditet i tilfælde af en ulykke måles. I rapporterne Hur säker är bilen? er/var Voyager i årgangene 1996 til 2000 klassificeret som følger:
- 2001: Mindst 40% bedre end middelbilen[4]
- 2003: Mindst 30% bedre end middelbilen[5]
- 2005: Mindst 30% bedre end middelbilen[6]
- 2007: Mindst 30% bedre end middelbilen[7]
- 2009: Mindst 30% bedre end middelbilen[8]
- 2011: Mindst 30% bedre end middelbilen[9]
- 2013: Mindst 40% bedre end middelbilen[10]
- 2015: Mindst 20% bedre end middelbilen[11]

- Plymouth Voyager (1995–2000)
- Dodge Caravan (1995–2000)
- Chrysler Town & Country (1995–2000)

### Tekniske data
|                                                | 2.0                 | 2.4                   | 3.3                      | 3.8                      | 2.5 TD              |
| Motordata                                      |                     |                       |                          |                          |                     |
| Motortype                                      | R4-benzinmotor      | R4-benzinmotor        | V6-benzinmotor           | V6-benzinmotor           | R4-dieselmotor      |
| Antal ventiler pr. cylinder                    | 4                   | 4                     | 2                        | 2                        | 2                   |
| Ventilstyring                                  | OHC, tandrem        | DOHC, tandrem         | Central knastaksel, kæde | Central knastaksel, kæde | OHV, tandhjul       |
| Fødesystem                                     | Multipoint          | Multipoint            | Multipoint               | Multipoint               | Forkammer           |
| Trykladning                                    | –                   | –                     | –                        | –                        | Turbolader          |
| Køling                                         | Vandkøling          | Vandkøling            | Vandkøling               | Vandkøling               | Vandkøling          |
| Boring × slaglængde                            | 87,5 × 83,0 mm      | 87,5 × 101,0 mm       | 93,0 × 81,0 mm           | 96,0 × 87,0 mm           | 92,0 × 94,0 mm      |
| Slagvolume                                     | 1996 cm³            | 2429 cm³              | 3301 cm³                 | 3778 cm³                 | 2500 cm³            |
| Kompressionsforhold                            | 9,8:1               | 9,4:1                 | 8,9:1                    | 9,0:1                    | 21,0:1              |
| Maks. effekt ved omdr./min.                    | 98 kW (133 hk) 5900 | 110 kW (150 hk) 5250  | 116 kW (158 hk) 4700     | 131 kW (178 hk) 4300     | 85 kW (115 hk) 4000 |
| Maks. drejningsmoment ved omdr./min.           | 176 Nm 4800         | 229 Nm 3850           | 275 Nm 3250              | 325 Nm 3150              | 280 Nm 1800         |
| Kraftoverførsel                                |                     |                       |                          |                          |                     |
| Drivende hjul                                  | Forhjul             | Forhjul               | Forhjul                  | Alle                     | Forhjul             |
| Gearkasse (standardudstyr)                     | 5-trins manuel      | 5-trins manuel        | 4-trins automatisk       | 4-trins automatisk       | 5-trins manuel      |
| Gearkasse (ekstraudstyr)                       | –                   | 4-trins automatisk    | –                        | –                        | –                   |
| Præstationer1                                  |                     |                       |                          |                          |                     |
| Topfart                                        | 175 km/t            | 180 km/t (175 km/t)   | (175 km/t)               | (180 km/t)               | 175 km/t            |
| Acceleration 0-100 km/t                        | 12,6 sek.           | 12,0 sek. (15,1 sek.) | (11,7−11,9 sek.)         | (12,0 sek.)              | 12,6 sek.           |
| Brændstofforbrug pr. 100 km ved blandet kørsel | 7,7 liter Blyfri 95 | 8,3 liter Blyfri 95   | (9,3 liter) Blyfri 95    | 10,8 liter Blyfri 95     | 6,8 liter Diesel    |

## Voyager (type GK/GY/RG, 2001−2007)

### Generelt
I februar 2001 kom den fjerde generation af Voyager på markedet.
Nyt i motorprogrammet var en dieselmotor med commonrail-indsprøjtning fra Bosch, dobbelte overliggende knastaksler og 16 ventiler. Motoren ydede 104 kW (141 hk) hhv. 106 kW (144 hk). For første gang havde modellen Chrysler-kølergrill.
Modelkoder for Europa: GK (Grand Voyager med højrestyring), GY (Grand Voyager med venstrestyring) hhv. RG (Voyager generelt), modelkode for Nordamerika: RS.
Mellem starten af 2001 og midten af 2004 kunne der også i Nordamerika købes en model med navnet Chrysler Voyager, da mærket Plymouth var udgået. Det var versionen med kort akselafstand. Fra 2004 blev bilen omdøbt til Chrysler Town & Country, da den lange version allerede hed sådan.
I starten af 2002 blev EUROSTAR-fabrikken overtaget af Magna Steyr.
Et facelift fulgte i sommeren 2004 til modelåret 2005. Dieselmotoren (2,8 liter med nu 110 kW (150 hk)) kunne nu også fås også med automatgear. Modellen fik et nyt sædesystem (Stow 'n Go), hvor begge de bageste sæderækker kan sænkes helt ned i gulvet.
I december 2007 blev fabrikationen af modellen af Magna Steyr i Graz, Østrig indstillet.
- Chrysler Voyager (2004–2007)
- Chrysler Town & Country (2004–2007)
- Dodge Caravan (2004–2007)

### Sikkerhed
Det svenske forsikringsselskab Folksam vurderer flere forskellige bilmodeller ud fra oplysninger fra virkelige ulykker, hvorved risikoen for død eller invaliditet i tilfælde af en ulykke måles. I rapporterne Hur säker är bilen? er/var Voyager i årgangene 2001 til 2007 klassificeret som følger:
- 2011: Som middelbilen[9]
- 2013: Som middelbilen[10]
- 2015: Som middelbilen[11]

## Voyager (type RT, 2008−)
Den nye, i foråret 2008 introducerede model findes kun med lang akselafstand, altså som Grand Voyager.
I Nordamerika hedder bilen Chrysler Town & Country. Til dette marked (USA og Canada) blev modellen frem til 2013 også fremstillet under navnet Volkswagen Routan. Såvel til Nordamerika som Europa bygges bilerne i canadiske Windsor.
Siden november 2011 sælges bilen på de fleste europæiske markeder under navnet Lancia Voyager og afløser dermed både Lancia Phedra og Chrysler Grand Voyager. Varebilsudgaverne sælges af firmaet Ram Trucks under navnet Ram C/V.

### Motorer
Bilen findes med en diesel- og en benzinmotor. 2,8-liters dieselmotoren yder 120 kW (163 hk) ved et maksimalt drejningsmoment på 360 Nm, har partikelfilter som standardudstyr og kan kombineres med alle udstyrsvarianter. 3,8-liters V6-benzinmotoren yder 142 kW (193 hk) og råder over op til 305 Nm drejningsmoment. Motoren er som standard kombineret med sekstrins automatgear. Ved faceliftet i 2011 udgik benzinmotoren.

### Sikkerhed
Denne model opnåede ved en test udført af NHTSA gode resultater.
- Chrysler Town & Country LX (2008−)
- Dodge Grand Caravan SE (2008−)
- Lancia Voyager (2011−2014)
- Ram C/V